# Ауспия
Ауспия — река в России, протекает на севере Свердловской области. Устье реки находится в 564 км от устья Лозьвы по правому берегу. Длина реки — 29 км, площадь водосборного бассейна — 165 км². В пяти километрах от устья пересекается грунтовой дорогой Вижай — Ушма — база Ильича.
Питание снеговое и дождевое. В зимний период замерзает. В районе Ауспии проходил последний поход и затем гибель туристической группы Дятлова (гора Холатчахль), рядом с горой и рекой находится перевал его имени.

## Данные водного реестра
По данным государственного водного реестра России относится к Иртышскому бассейновому округу, водохозяйственный участок реки — Тавда от истока до устья, без реки Сосьва от истока до водомерного поста у деревни Морозково, речной подбассейн реки — Тобол. Речной бассейн реки — Иртыш.